# Roisey
Roisey là một xã trong tỉnh Loire miền trung nước Pháp.